# 革命形势
革命形势（俄语：Революционная ситуация）是表明革命可能性的政治形势。

## 概述
列宁于1913年在他的文章《革命无产阶级的五一游行示威》中说：“单是压迫这一点，不管它有多么严重，并不总是能造成一个国家的革命形势。在多数情况下，对于革命来说，仅仅是下层不愿象原来那样生活下去是不够的。对于革命，还要求上层不能象原来那样统治和管理下去。”这两个条件后来被简明地称为“统治者再也不能照旧统治下去，而社会底层也不愿意照旧生活下去”。在后来的著作中，列宁提出了第三个条件：劳动群众的高度政治积极性，他们愿意采取革命行动。
列宁在《第二国际的破产》中对革命形势的描述如下：
|  | 在马克思主义者看来，毫无疑问，没有革命形势，就不可能发生革命，而且并不是任何革命形势都会引起革命。一般说来，革命形势的特征是什么呢？如果我们举出下面三个主要特征，大概是不会错的：（1）统治阶级已经不可能照旧不变地维持自己的统治；“上层”的这种或那种危机，统治阶级在政治上的危机，给被压迫阶级不满和愤慨的迸发造成突破口。要使革命到来，单是“下层不愿”照旧生活下去通常是不够的，还需要“上层不能”照旧生活下去。（2）被压迫阶级的贫困和苦难超乎寻常地加剧。（3）由于上述原因，群众积极性大大提高，这些群众在“和平”时期忍气吞声地受人掠夺，而在风暴时期，无论整个危机的环境，还是“上层”本身，都促使他们投身于独立的历史性行动。 没有这些不仅不以各个集团和政党的意志、而且也不以各个阶级的意志为转移的客观变化，革命通常是不可能的。这些客观变化的总和就叫作革命形势。这种形势在1905年的俄国，在西欧各个革命时代都曾有过；但是，这种形势在上一世纪60年代的德国，在1859—1861年和1879—1880年的俄国也曾有过，当时却没有发生革命。为什么呢？因为不是任何革命形势都会产生革命，只有在上述客观变化再加上主观变化的形势下才会产生革命，即必须再加上革命阶级能够发动足以摧毁（或打垮）旧政府的强大的革命群众行动，因为这种旧政府，如果不去“推”它，即使在危机时代也决不会“倒”的。 |